# Bloodpit
Bloodpit ist eine 1994 gegründete Rock-Gruppe aus Tampere, Finnland.

## Geschichte
Matthau Mikojan und Paavo Pekkonen waren zwölf Jahre alt, als sie 1994 ihre Band unter dem Namen RIP gründeten. Zuhause nahmen sie ihre ersten Lieder auf. 1995 fand unter dem neuen Bandnamen Turmio das erste Konzert in einer Bar statt.
1998 erhielt die Band den Namen Bloodpit. Janne Kolehmainen kam als Bassist zur Band. Für Konzerte wurden sie von Schlagzeuger Mato Romppanen unterstützt, bis 1999 Arnold T. Kumputie als fester Schlagzeuger aufgenommen wurde.
Im Mai 2000 wurde die erste Demo Promo EP fertig. Matthaus älterer Bruder Christus trat der Band bei und löste Janne als Bassist ab. Die nächste Demo No 2 wurde 2001 produziert. Erste Auftritte auf Festivals wie dem Satamarock in Toijala folgten. 2002 verließ Christus die Band Richtung Negative und wurde durch Paspartou Hagen ersetzt. Im selben Jahr verließen auch noch Hagen und Kumputie die Band und wurden durch Aleksi Keränen und Alarik Valamo ersetzt.
2003 veröffentlichten Bloodpit die EP You Name It. Ein Plattenvertrag mit Grotesque Records scheiterte, da das Label kurz darauf den Betrieb einstellte. Daher erschien auch Platitude 2004 in Eigenregie.
2005 erhielt die Band schließlich einen Vertrag bei dem Label Beemvees/Playground. Sie nahm ihr Debütalbum Mental Circus auf, das am 24. August 2005 – angekündigt durch mehrere Singles – in Finnland erschien. Bloodpit spielte zahlreiche Konzerte, erstmals auch in Russland und Italien.
Das finnische Jugendmagazin Suosikki und der Radiosender Ylex kürten Bloodpit 2006 zum „Newcomer des Jahres 2005“. Die EP Sauna päälle! wurde in Finnland veröffentlicht. Am 3. November 2006 erschien Mental Circus schließlich auch in Österreich und Deutschland, gefolgt von einer teilweise ausverkauften Tour durch Italien und Deutschland.
Im Spätsommer 2007 sagte die Band alle Termine der für den darauffolgenden November geplanten Tour ab und verkündete auf ihrer Website, dass sie „in eine Pause unbestimmter Dauer“ gehe. In dieser Pause verließ der Sänger Matthau die Band, die im Sommer 2008 ohne ihn und mit erweiterter Besetzung weitermachte. Matthau wurde hierbei von dem 23-jährigen Antti Ravín am Mikrofon ersetzt; für die zweite Gitarre war fortan Petri Hiltunen zuständig. 2008 veröffentlichten Bloodpit mit der EP Recovered ihr erstes Werk in der neuen Besetzung.

## Diskografie

### Alben
- Mental Circus (2005)
- Off the Hook (2007)
- The Last Day Before The First (2009)

### Singles
- Out to Find You (2005)
- One More Time (2005)
- Platitude (2005)
- Bad-Ass Blues (2005)
- Wise Men Don't Cry (2007)
- The Price To Pay (2009, promo)

### EPs
- Promo EP (2000)
- No 2 (2001)
- You Name It (2003)
- Platitude (2004)
- Sauna Päälle! (2006)
- Recovered (2008)

### Musikvideos
- Platitude (2005)
- Bad-Ass Blues (2006)
- Wise Men Don't Cry (2007)
- For You To Be Safe (2008)

### Videoalben
- Live@Nosturi (2007)